# Брід (Первомайський район)
Брід (до 1905 р. — Вітовтів Брід, до 01.02.1945 — Вітольдів Брід) — село в Україні, у Синюхинобрідській сільській громаді Первомайського району Миколаївської області. Населення становить 345 осіб.

## Історія
Перші поселення на території біля села Вітольдів Брід були приблизно у VI тисячолітті до нашої ери. Цьому свідчать рештки поселень доби неоліту та бронзової доби (VI, II тысячоліть до н. е.), могильник кімерійської епохи (X - VIII ст. до н. е.), поселення скіфської (IV - III ст. до н. е.) и черняхівської культури (II - VI ст.. н.е.).
На цих землях тривалий час, приблизно до XIV століття, панували кочівники доби Дикого Поля.
Після перемоги війська Великого князя литовського Ольгерда у битві з татарами на річці Синюха 1362 року, доба Золотої Орди у цих місцях була завершена.

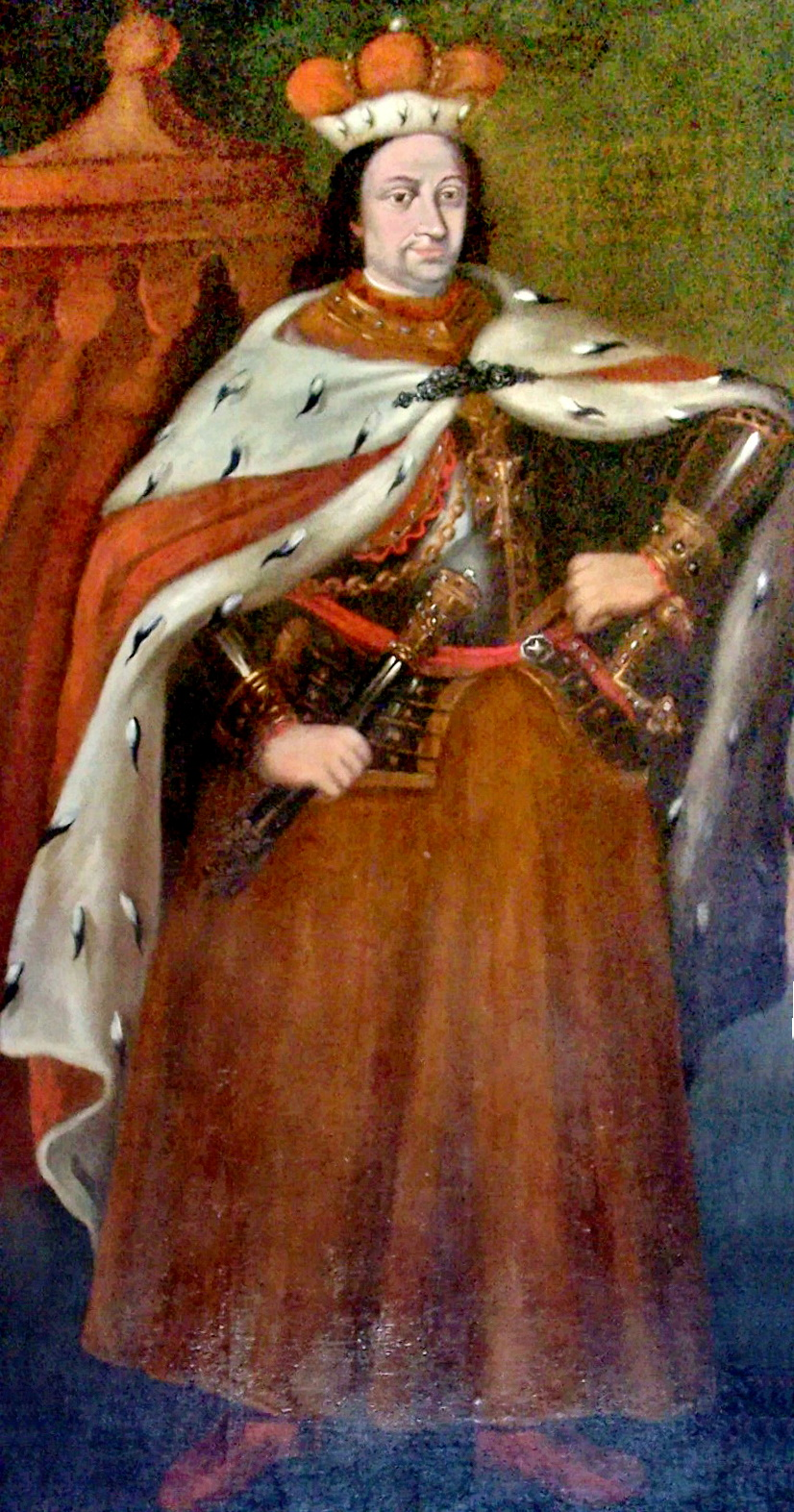
Вітовт (1350-1430) Великий князь литовський.

Перші поселення  під назвою "Вітовтів Брід" з'явились після того, як за переказом, тут князь Вітовт, переслідуючи татар, 1420 року перейшов вбрід річку Південний Буг.
|                                                | ... є кам’яний міст і лазня Вітовта на Бузі, також татарські кам’яні руїни – цессенії. |
| — Мартин Броневський. “Описі Татарії”. 1579 р. |                                                                                        |

Мешканці Вітовтова Брода брали участь у Національно-визвольній війні 1648-1657 рр. Село входило до складу Уманського полку.
1783 року було запроваджено кріпосне право, переважна більшість мешканців села стали казенними кріпосними. Колишні посполиті селяни, які хоча і не мали у власності землі, але фактично були вільними, стали кріпаками і позбавлялись права зміни місця проживання і ставали власністю поміщиків. Поміщик мав право продати кріпака, обміняти на будь-яке майно, розлучити чоловіка з жінкою і батьків з дітьми.

### ХІХ сторіччя.
Тривалий час мало назву "Вітовтів Брід". У XIX сторіччі на картах і в документах одночасно використовувались варіанти назви села "Витовтов Брод", "Витольдов Брод", "Витульдов Брод". Серед населення абсолютна більшість була селянами, козаки майже не згадувались у метричних записах села.

З 1801 року по 1917 рік село входило до складу Липовеньківської волості, Балтського повіту (уѣзда), Подільської губернії, Російської імперії. 

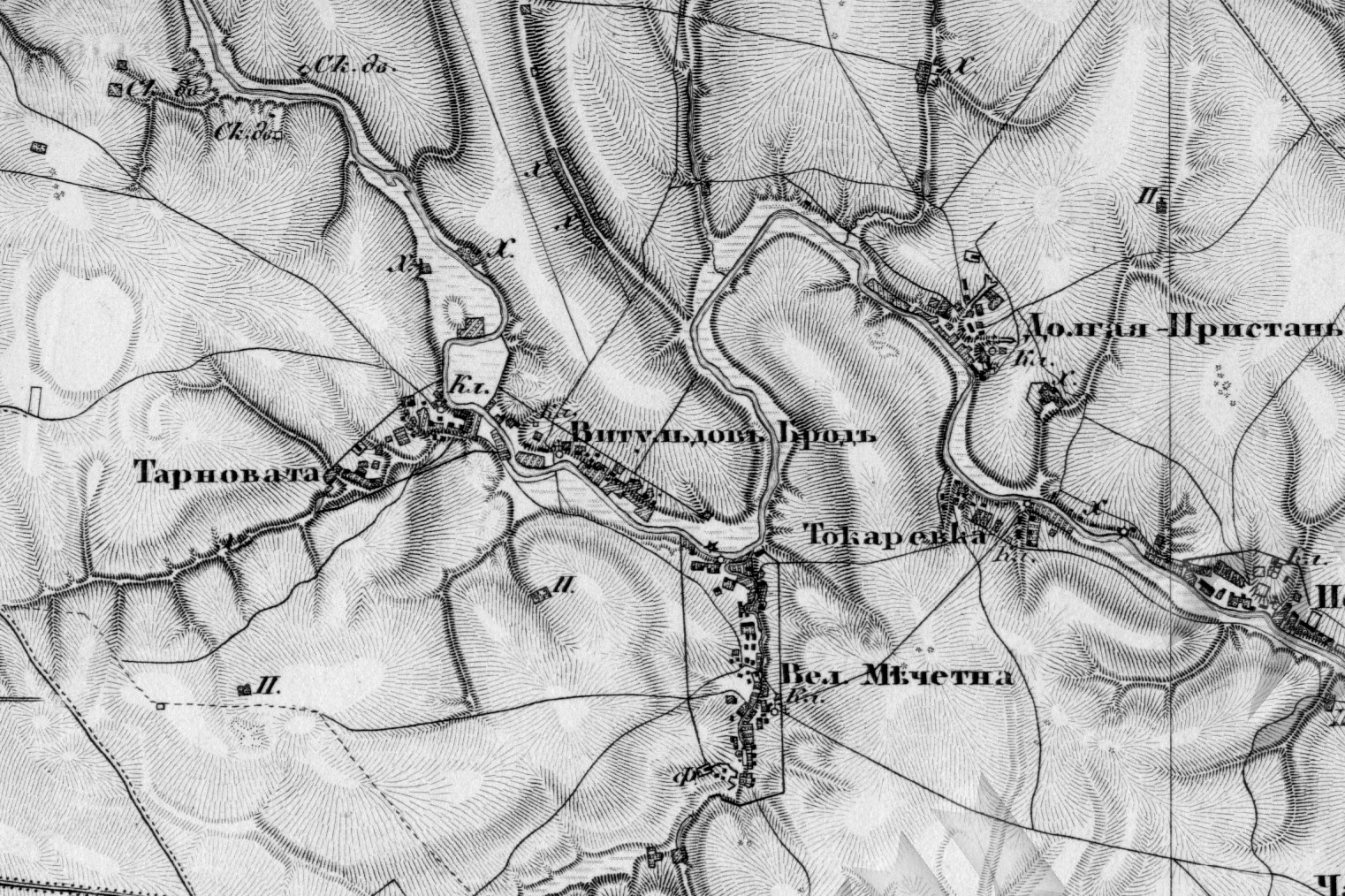
с. Вітольдів (Витульдов) Брід на карті 1869 року.

1861 року кріпосне право було скасовано і колишнім кріпосним селянам-мешканцім села було виділено ділянки землі, колишні кріпосні селяни стали селянами-власниками "крестьянами-собственниками".
Найпоширинішими прізвищами мешканців с. Вітольдів Брід у другій половині ХІХ сторіччя були: Безпалько, Бордюжа, Головченко, Губаш, Джинжак, Дука, Жбаражовецький, Іванченко, Кифорук, Курібка, Леуський, Павлюк, Перепелиця, Резніченко, Титаренко, Яковенко.

### ХХ сторіччя.
З 1905 року стало мати назву "Вітольдів Брід" Липовеньківської волості, Балтського повіту, Подільської губернії.

#### Перша світова війна 1914-1918 років.
Мешканці Вітольдова Броду брали участь у Першій світовій війні 1914-1918. 24 з них були поранені:
- Безпалько Іван Макарович, 1916.
- Бордюжа Павло Парфенович, 1915.
- Буговський Нікифор Трохимович, 1915.
- Буговський Хома Михайлович, 1916.
- Дука Петро Устинович, 1916.
- Ізбаш Сафроній Павлович, 1916.
- Кочерисинський Давид, 1916.
- Курібка Григорій Миколайович, 1916.
- Курібка Дмитро Прокопович, 1916.
- Курібка Юхим Юхимович, 1917.
- Кучма Аверкій Тимофійович, 1916.
- Мельник Михайло Юхимович, 1916.
- Михальчук Пилип Ларионович, 1915.
- Резніченко Василь Тимофійович, 1916.
- Резніченко Гаврило Авксентійович, 1917.
- Резніченко Леонтій Степанович, 1915.
- Резніченко Мефодій Євтихович, 1916.
- Стеценко Ігнатий Петрович, 1915.
- Титаренко Андрій Микитович, 1915.
- Титаренко Давид Власович, 1917.
- Титаренко Микита Іванович, 1915.
- Титаренко Остап Євдокимович, 1917.
- Титаренко Павло Єлістратович, 1915.
- Титченко Опанас Макарович, 1915.

23 січня 1920 року у Вітольдовому Броді під час Зимового походу на лівий берег Південного Бугу, з боку с. Тернувате, переправився Кінний полк Чорних Запорожців Армії УНР.
При радянській владі село увійшло до складу Одеської області.

#### Голодомор 1932-1933 років.
Під час Голодомору 1932-1933 років в с. Вітольдів Брід від голоду загинуло 142 мешканці села.

#### Друга світова війна 1939-1945 років.
Мешканці села брали участь у Другій світовій війні, 72 було призвано до армії, з них 38 загинули та пропали без вісті. 1941 року було захоплено німецько-румунськими військами, належало до Голтянського повіту губернаторства Трансністрія. На весні 1944 року село було звільнено від окупантів.
Указом Президії Верховної Ради УРСР від 1.2.1945 р. село Вітольдів Брід отримало назву "Брід".
В лютому 1954 року в зв’язку зі зміною адміністративно-територіального поділу УРСР, Первомайський район увійшов до складу Миколаївської області.

### ХХІ сторіччя.
Після проведення децентралізації с. Брід увійшло до складу Синюхинобрідської громади, Первомайського району, Миколаївської області.

#### Військова агресія Росії проти України 2022-2023 років.
Під час вторгнення Росії в Україну 2022 року в с. Брід мешканціями села був організований загін територіальної оборони для забезпечення правопорядку.

## Відомі уродженці
Жуковський Борис Аполінарович (1920-1985) — учасник Другої світової війни, гвардії лейтенант радянської армії, педагог, директор Мигіївської загальноосвітньої школи з 1963 по 1980 рік.
Куріпко Григорій Антонович (1907-?) — учасник Другої світової війни, старший лейтенант, співробітник НКВД Саратовської області 1937 р., співробітник Управління контррозвідки СМЕРШ БЛВО.
Куріпко Євген Сергійович (1938—2016) — заслужений працівник культури України, телевізійний оператор, ветеран українського телебачення.